# الجبابرة (الحوافات المرجة)
الجبابرة هو دُوَّار يقع بجماعة الحوافات، إقليم سيدي قاسم، جهة الرباط سلا القنيطرة في المملكة المغربية. ينتمي الدوّار لمشيخة الحوافات المرجة التي تضم 19 دوار. يقدر عدد سكانه بـ 91 نسمة حسب الإحصاء الرسمي للسكان والسكنى لسنة 2004.

## روابط خارجية
- البوابة الوطنية للجماعات الترابية
- المندوبية السامية للتخطيط